# Banswara (distrikt)
Banswara er et distrikt i staten Rajasthan i det nordlige Indien. Byen Banswara er distriktets hovedby.
Banswara-distriktet har et areal på 5.037 km² og en befolkning på 1.500.420. Distriktet ligger i det sydlige Rajasthan og har grænser til Udaipur mod nord, Chittorgarh mod nordøst, staten Madhya mod øst og sydøst, staten Gujarat mod syd samt Dungarpur mod vest.
27°12′N 74°00′Ø / 27.2°N 74°Ø